# Ратгормак
Ратгормак (англ. Rathgormack; ирл. Rath Ó gCormac, «крепость Кормака») — деревня в Ирландии, находится в графстве Уотерфорд (провинция Манстер). Наиболее известный уроженец деревни — разбойник Уильям Кротти.